# 이창근 (1900년)
이창근(李昌根, 일본식 이름: 히라마쓰 쇼콘(平松昌根), 1900년 7월 19일 ~ ?)은 일제강점기의 관료, 대한민국의 기업인으로, 본적은 평안남도 대동군이다.
1942년 10월 23일 충청북도지사에 임명되고, 1944년 8월 17일부터 1945년 6월 16일까지 경상북도지사를 역임했다. 광복 이후에는 기업인으로 활동했다. 본관은 연안이다.

## 생애
이윤모(李潤模)의 아들이다. 부인 이기영(李基榮)은 일본 시모노세키 시 매광여학원(梅光女學院)을 졸업했다. 1923년 일본 메이지 대학 법과를 졸업했으며, 같은 해에 실시된 고등문관시험 행정과에 합격했다. 1925년 조선총독부 속(屬)으로 임명되었으며, 1927년 2월 충청남도 내무부 이사관, 1927년 3월 충청남도 내무부 산업과장, 1928년 4월 충청남도 내무부 학무과장, 1930년 7월 학무국 종교과장을 역임했다.
1928년 11월 16일 일본 정부로부터 쇼와 대례 기념장을 받았으며, 1932년 2월 함경남도 재무부장, 1934년 5월 평양세무감독국 세무부장, 1936년 5월 경상북도 참여관 겸 산업부장을 역임했다. 1937년 9월 7일 일본 정부로부터 훈6등 서보장을 받았으며, 1939년 5월 경기도 참여관 겸 산업부장, 1940년 1월 경기도 임금위원회 위원을 역임했다.
경상북도 및 경기도 산업부장 겸 도 참여관·사무관 재직 시절 군용물자 공출 및 조달, 물자 조정 및 물가 상승 억제 등에 주력하는 한편, 《매일신보》와 《경성일보》에 일본의 침략 전쟁을 찬양하고 조선총독부의 시정방침을 선전하는 내용을 담은 글을 기고했다. 경상북도농회장(1936년 6월 ~ 1939년 5월), 경상북도지방미곡통제조합연합회장(1936년 11월 ~ 1939년 5월), 경상북도 방공위원회 위원(1938년 3월), 경기도지방미곡통제조합연합회장(1939년 5월), 국민정신총동원조선연맹 참사(1939년 5월), 경기도 농회 회장(1939년 5월 ~ 1942년 1월), 경기도 유도연합회 부회장(1939년 11월) 등을 겸임했으며, 1941년 9월 13일 일본 정부로부터 훈5등 서보장, 1942년 5월 12일 훈4등 서보장을 받았다.
1942년 10월 23일 충청북도지사로 임명되었으며, 1944년 8월 17일부터 1945년 6월 16일까지 경상북도지사를 역임했다. 국민총력충청북도연맹 회장(1942년 10월), 충청북도 농회장(1943년 10월), 국민총력경상북도연맹 회장(1944년 8월), 경상북도 소득심사위원회 회장(1945년 4월) 등을 겸임했다. 광복 이후 화신무역회사에 입사, 1946년 화신무역 상무 겸 이사가 되었다. 이후 경찰후원회 부회장, 상호무역회사 전무이사 등을 역임했다. 1949년 8월 2일 반민족행위특별조사위원회에 송치되기도 했다. 1950년 한국 전쟁이 발생하자 전쟁 중 납북되었고 1957년에 생존이 확인되었다.
친일파 708인 명단의 도지사 부문, 도 참여관 부문, 조선총독부 사무관 부문, 민족문제연구소의 친일인명사전 수록자 명단의 관료 부문, 친일반민족행위진상규명위원회가 발표한 친일반민족행위 705인 명단에 포함되었다.

## 참고자료
- 친일반민족행위진상규명위원회 (2009). 〈이창근〉. 《친일반민족행위진상규명 보고서 Ⅳ-14》. 서울. 443~466쪽.
- 이창근